# Villefranche-sur-Mer
Villefranche-sur-Mer – miejscowość i gmina we Francji, w regionie Prowansja-Alpy-Lazurowe Wybrzeże, w departamencie Alpy Nadmorskie.
Według danych na rok 1990 gminę zamieszkiwało 8080 osób, a gęstość zaludnienia wynosiła 1656 osób/km² (wśród 963 gmin regionu Prowansja-Alpy-W. Lazurowe Villefranche-sur-Mer plasuje się na 82. miejscu pod względem liczby ludności, natomiast pod względem powierzchni na miejscu 802.).
Znajduje się tutaj zamek "Chateau de Madrit", którego właścicielem był polski przedsiębiorca Jan Kulczyk.

## Galeria

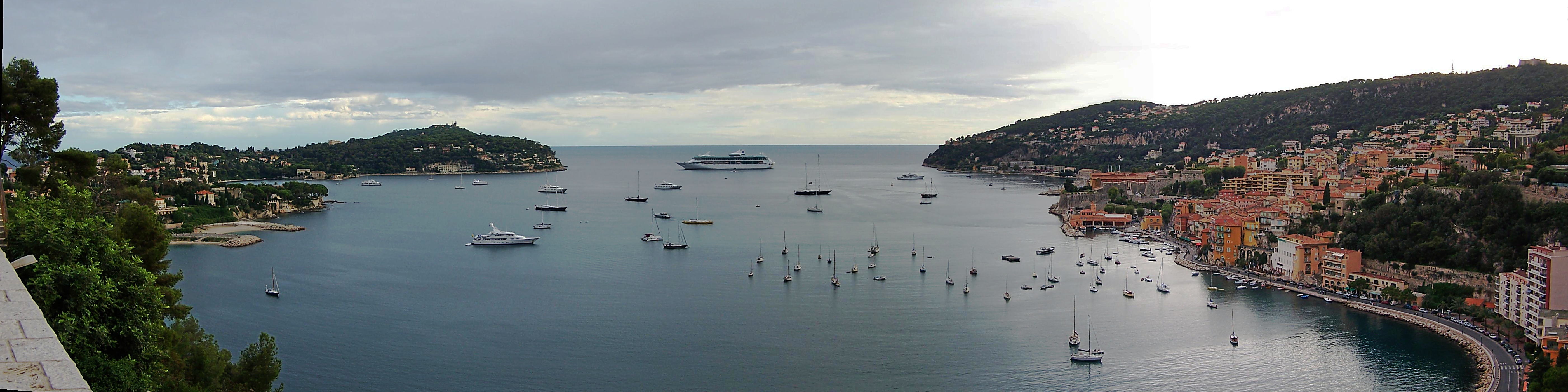
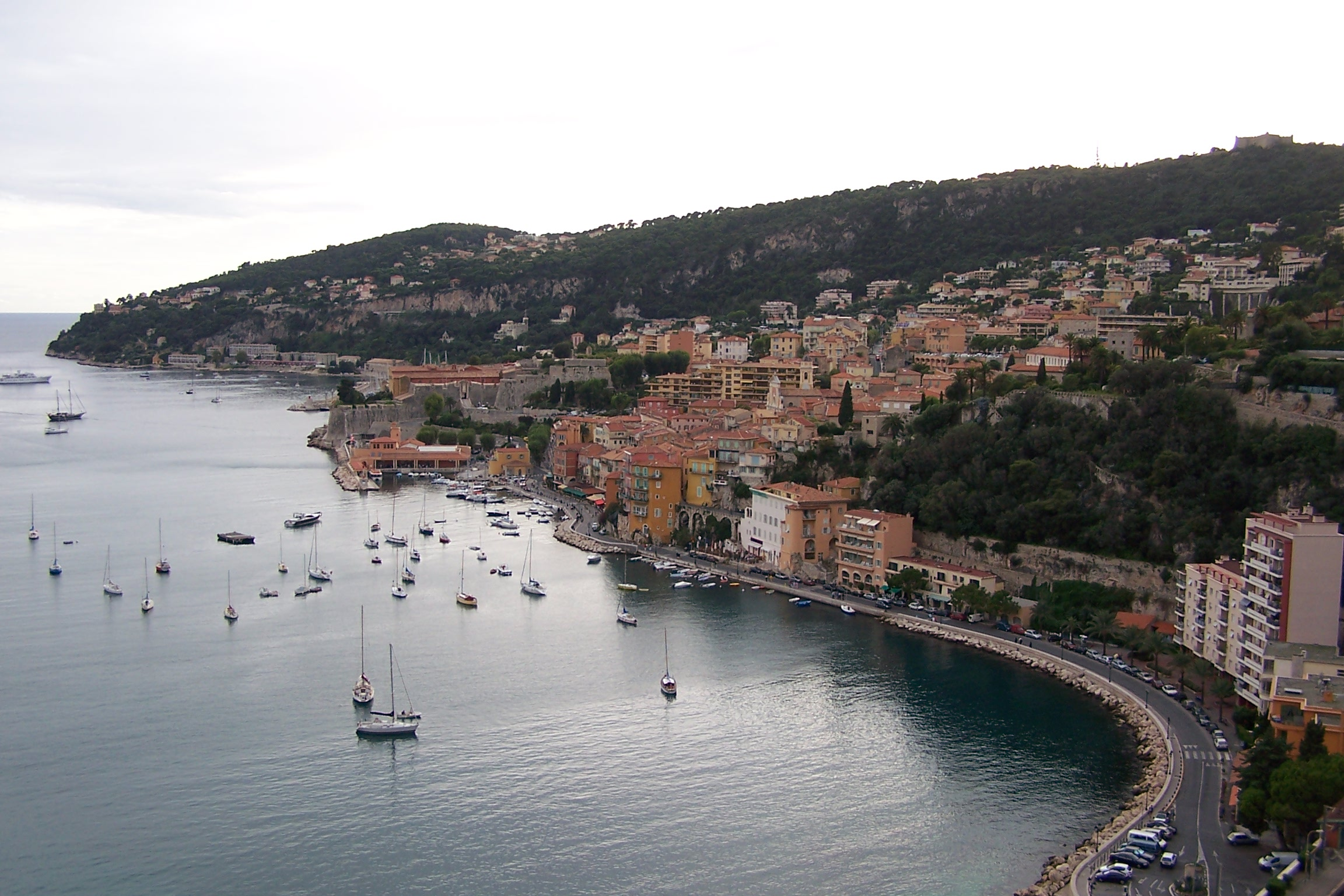
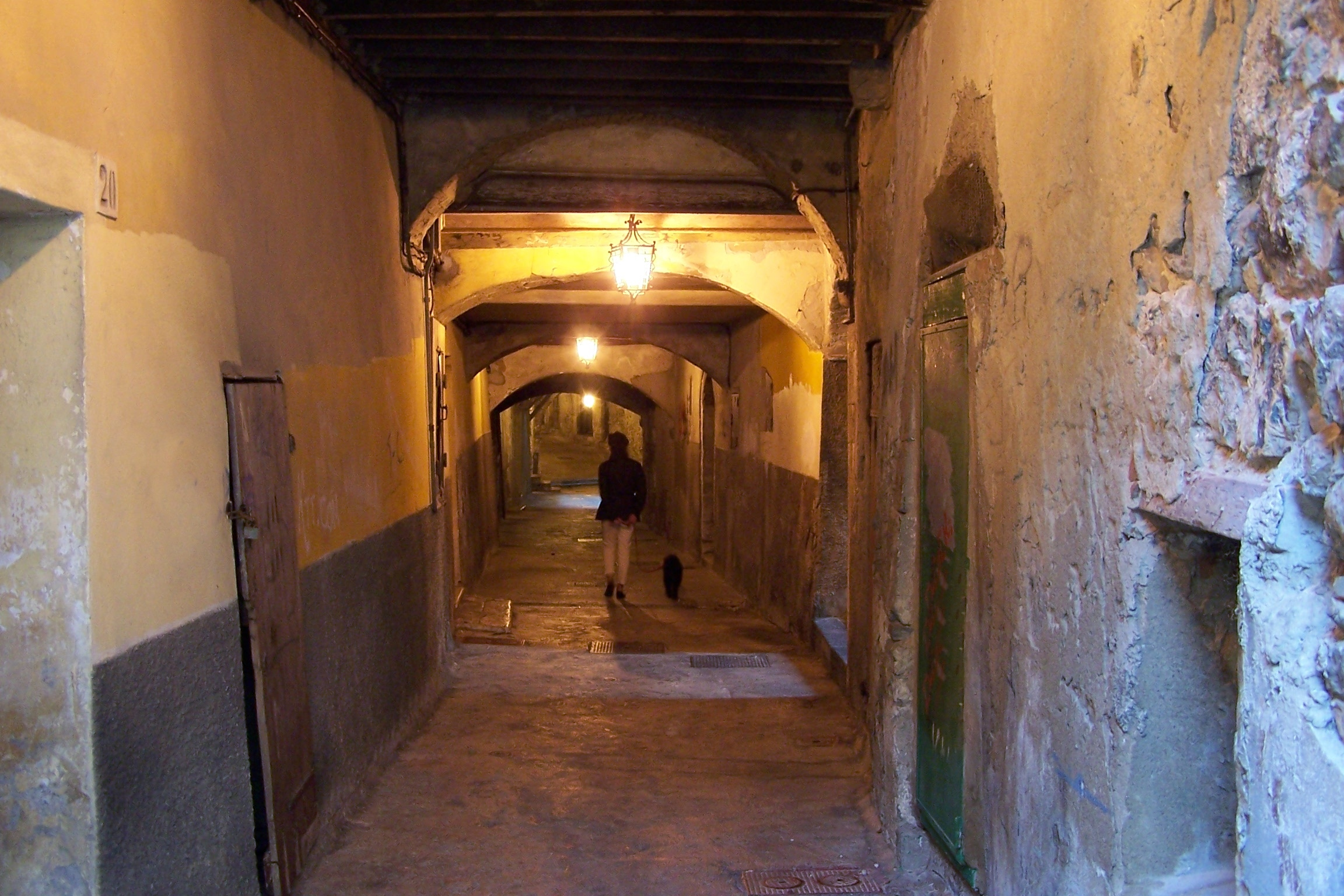

## Zabytki
- barokowy kościół Église St-Michel z ołtarzem z XVIII wieku[2] i organami z 1790 roku[3];
- średniowieczna kaplica St-Pierre z freskami autorstwa Jeana Cocteau[3].